# Town and Country (Misuri)
Town and Country es una ciudad ubicada en el condado de San Luis en el estado estadounidense de Misuri. En el Censo de 2010 tenía una población de 10815 habitantes y una densidad poblacional de 357,57 personas por km².

## Geografía
Town and Country se encuentra ubicada en las coordenadas 38°37′54″N 90°28′44″O / 38.63167, -90.47889. Según la Oficina del Censo de los Estados Unidos, Town and Country tiene una superficie total de 30.25 km², de la cual 30.25 km² corresponden a tierra firme y (0%) 0 km² es agua.

## Demografía
Según el censo de 2010, había 10815 personas residiendo en Town and Country. La densidad de población era de 357,57 hab./km². De los 10815 habitantes, Town and Country estaba compuesto por el 87.79% blancos, el 2.59% eran afroamericanos, el 0.11% eran amerindios, el 7.51% eran asiáticos, el 0.09% eran isleños del Pacífico, el 0.35% eran de otras razas y el 1.56% pertenecían a dos o más razas. Del total de la población el 1.75% eran hispanos o latinos de cualquier raza.